# Parafia św. Jadwigi Królowej w Płocku
Parafia pw. św. Jadwigi Królowej w Płocku – rzymskokatolicka parafia należąca do dekanatu płockiego zachodniego, diecezji płockiej, metropolii warszawskiej.

## Historia parafii
Parafia powstała 23 kwietnia 1981. Jej obecnym proboszczem od 2022 roku jest ks. kan. prof. dr hab. Tomasz Białobrzeski.

## Miejsca święte

### Kościół parafialny
Kościół parafialny pw. Matki Boskiej Częstochowskiej wybudowany w latach 1981–1999, znajduje się na osiedlu Łukasiewicza.

## Inne budowle parafialne
Przed kościołem znajduje się pomnik św. Jadwigi (trzeci co do wielkości w diecezji). Pomnik poświęcił 15 grudnia 2013 bp Roman Marcinkowski.